# Gonzalo Muscia
Gonzalo Emanuel Muscia (Avellaneda, 9 gennaio 2000) è un calciatore argentino, centrocampista del Nueva Chicago.

## Carriera
Gonzalo Muscia è cresciuto nel settore giovanile dell'Arsenal Sarandí, con cui ha debuttato il 25 aprile 2022 nell'incontro di Copa de la Liga Profesional vinto 1-0 contro il Defensa y Justicia. Nel 2022 è stato ceduto in prestito al Sol de Mayo (V) nel Torneo Federal A.
Tornato a Sarandí, ha giocato con continuità nel corso del 2023, stagione in cui il club è retrocesso in Primera B Nacional. Il 3 marzo 2024 è stato ceduto a titolo definitivo ai lettoni del Riga FC.

## Statistiche

### Presenze e reti nei club
Statistiche aggiornate al 14 aprile 2024.
| Stagione        | Squadra         | Campionato      | Campionato | Campionato | Coppe nazionali | Coppe nazionali | Coppe nazionali | Coppe continentali | Coppe continentali | Coppe continentali | Altre coppe | Altre coppe | Altre coppe | Totale | Totale | Totale |
| Stagione        | Squadra         | Comp            | Pres       | Reti       | Comp            | Pres            | Reti            | Comp               | Pres               | Reti               | Comp        | Pres        | Reti        | Pres   | Reti   |        |
| --------------- | --------------- | --------------- | ---------- | ---------- | --------------- | --------------- | --------------- | ------------------ | ------------------ | ------------------ | ----------- | ----------- | ----------- | ------ | ------ | ------ |
| 2021            | Arsenal Sarandí | PD              | 1          | 0          | CA+CdL          | 0+2             | 0               |                    | -                  | -                  |             | -           | -           | 3      | 0      |        |
| 2022            | Sol de Mayo (V) | TFA             | 32         | 1          | CA              | 1               | 0               |                    | -                  | -                  |             | -           | -           | 33     | 1      |        |
| 2023            | Arsenal Sarandí | PD              | 19         | 0          | CA+CdL          | 1+14            | 0               |                    | -                  | -                  |             | -           | -           | 34     | 0      |        |
| 2024            | Riga FC         | VL              | 18         | 1          | CL              | 1               | 0               | UECL               | 0                  | 0                  |             | -           | -           | 19     | 1      |        |
| Totale carriera | Totale carriera | Totale carriera | 70         | 2          |                 | 19              | 0               |                    | -                  | -                  |             | -           | -           | 89     | 2      |        |